# Luigi Gori
Luigi Gori (Pontassieve, 13 marzo 1894 – Susegana, 30 dicembre 1917) è stato un militare e aviatore italiano.
Tenente pilota del Corpo aeronautico militare, fu un pioniere dell'aviazione da bombardamento italiana durante la prima guerra mondiale, insignito di quattro medaglie d'argento e una di bronzo al valor militare.

## Biografia
Nacque a Pontassieve il 13 marzo 1894, e compì gli studi superiori presso l'Istituto tecnico di Firenze, sezione ragioneria.
Nell'agosto del 1914, dopo lo scoppio della prima guerra mondiale, l'Italia dichiarò la sua neutralità, ed iniziò lentamente ad abbandonare la Triplice Alleanza con la Germania e l'Austria-Ungheria. Egli si arruolò come ufficiale di complemento nell'Arma del genio del Regio Esercito, facendo domanda per essere assegnato al Plotone Allievi Ufficiali del Battaglione Aviatori, che aveva sede a Torino, e il cui comandante era il tenente colonnello Vittorio Cordero di Montezemolo.
Il 3 maggio 1915 ottenne la nomina a sottotenente, dimostrando ottime doti di pilota e grande conoscenza nel campo dei propulsori aeronautici. Effettuò il passaggio sugli apparecchi Farman MF.1912 e Farman MF.1914 e Caproni HP-300 e 350. 
Assegnato al pilotaggio dei bombardieri trimotori Caproni Ca.3, fu assegnato da tenente alla 8ª Squadriglia dove fece la conoscenza con il suo capoequipaggio, l'allora parigrado Maurizio Pagliano originario di Porto Maurizio e poi sempre con Pagliano alla 1ª Squadriglia del IV Gruppo aeroplani.
I due aviatori furono i primi ad effettuare missioni di bombardamento notturno contro le basi austro-ungariche, volando senza alcun ausilio alla navigazione. Inoltre egli, tra una missione e l'altra, concepì un sistema celere per l'addestramento al pilotaggio dei velivoli Farman MF.1914 e quello per l'istruzione e l'addestramento di tutti i piloti destinati a volare sui bombardieri Caproni.
Nella notte dell'11 maggio 1917 i due decollarono da Pordenone a bordo del Ca.3 (matricola 2609) spingendosi fin sulla rada di Pola, e ritornando quindi alla base. Tale missione venne effettuata in condizioni di scarsa visibilità, senza scorta caccia, e contro gli ordini ricevuti, ma dimostrarono la possibilità di svolgere missioni notturne a lungo raggio. Il 12 maggio lo stesso Comando supremo, su ordine del Capo di stato maggiore dell'esercito, generale Luigi Cadorna, ne diede notizia il giorno dopo sul bollettino di guerra.
Il coraggio e l'abilità dei due piloti non passò inosservata, e il poeta Gabriele D'Annunzio li scelse per effettuare un volo su Vienna, e si fece assegnare al loro reparto. A partire dalla seconda metà del mese di luglio i due aviatori, insieme a D'Annunzio e al tenente osservatore Giovanni Battista Pratesi, formarono l'equipaggio del bombardiere Ca.3 (matricola 2378) designato "Asso di Picche".
Il 25 agosto con Pagliano e D'Annunzio lanciò bombe nella zona di Lokve (Croazia), nell'entroterra della costa liburnica, pochi chilometri a est di Fiume.
Il pomeriggio del 29 agosto l'aereo partecipò a un bombardamento contro i depositi di artiglieria e i concentramenti di truppe austro-ungariche a Voicizza e nel bosco di Pannonizza.

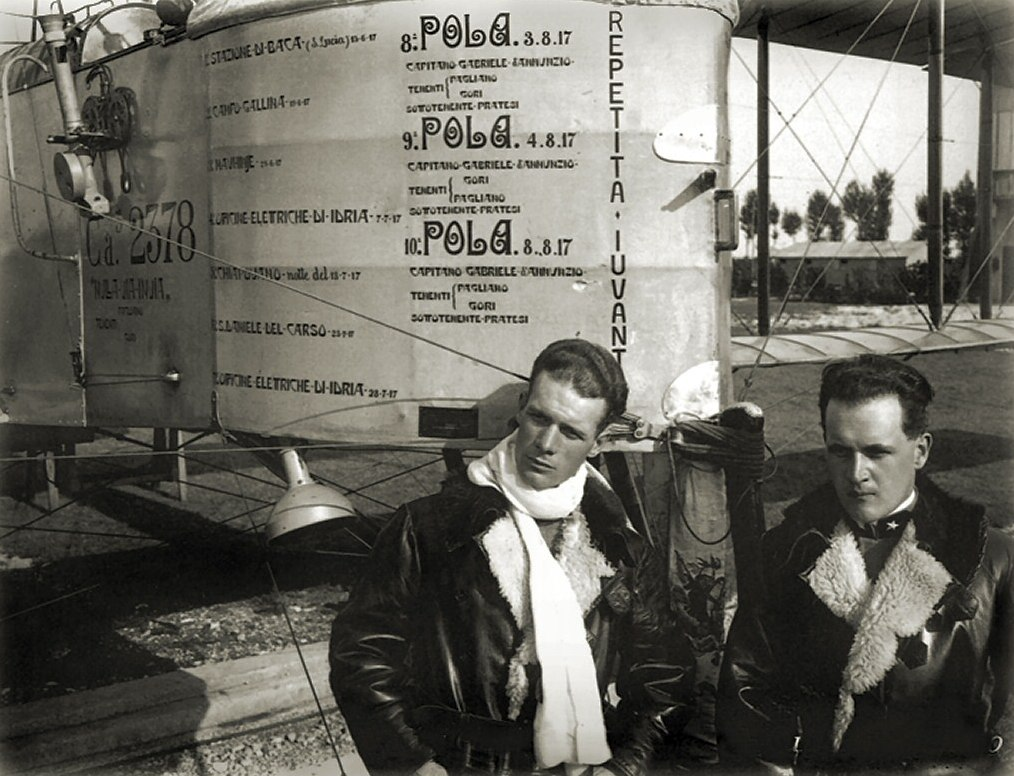
Maurizio Pagliano e Luigi Gori davanti al loro bombardiere Caproni Ca.3 che reca, sul muso, le date delle missioni su Pola.

Il 4 settembre l'aereo di Gori e Pagliano, con a bordo D'Annunzio, decollò dall'aeroporto della Comina (Pordenone) alle 8:10 del mattino, raggiunse la città di Torino e ritornò indietro atterrando alla Comina alle 17:30, dopo un volo di oltre 1.000 km. 
Nonostante avessero dimostrato la fattibilità del volo, e la missione fosse prevista per il giorno dopo, il Comando supremo non autorizzo la missione prima che sia l'aereo, che i suoi motori, fossero completamente smontati e revisionati. 
Con a bordo D'Annunzio i due piloti avevano già effettuato alcune memorabili azioni, come i tre bombardamenti contro la piazzaforte di Pola (2 marzo, 3 aprile, 8-9 agosto 1917) e contro Cattaro nel Distaccamento A.R. il 4 ottobre, decollando da Gioia del Colle (Bari). La missione contro Vienna non ebbe mai luogo per il nefasto esito della battaglia di Caporetto, che determinò il rischieramento del suo reparto sul campo d'aviazione di Padova.
Duramente impegnato nella difesa della linea del Piave, fu insignito della sua terza Medaglia d'argento al valor militare.
Il 30 dicembre 1917 il Caproni Ca.3 (matricola 42362), non rientrò alla base. Decollato con altri sette velivoli similari dal campo d'aviazione di San Pelagio per compiere un bombardamento contro l'aeroporto austro-ungarico di Godega di Sant'Urbano, e contro la strada San Fior-Godega di Sant'Urbano.
Inizialmente si pensò che l'aereo fosse atterrato in un campo di fortuna e che il suo equipaggio composto da Pagliano, Gori e dai soldati mitraglieri Giacomo Caglio e Arrigo Andri, fosse stato catturato, ma da Berlino la Croce Rossa Internazionale comunicò che un bombardiere Caproni con tre motori Isotta Fraschini era stato abbattuto a sud di Susegana (Treviso) alle 12:40 del 30 dicembre, e che tutti gli occupanti erano deceduti. Come descritto negli archivi austriaci, l'autore dell'attacco fu l'asso Benno Fiala von Fernbrugg comandante della Flik 56J, che volava su un caccia Albatros D.III. Tale fu lo sconforto che la notizia ufficiale della morte dei due piloti fu data dal Comando Supremo solo il 27 agosto 1918, comunicata personalmente alle famiglie dal Comando Superiore Aeronautica, allora diretto dal generale Luigi Bongiovanni.
Grande ed unanime fu il cordoglio della nazione, e D'Annunzio dedicò ai due giovani piloti scomparsi l'azione nota come "Beffa di Buccari”.
A Luigi Gori furono intitolati gli aeroporti di Aviano (insieme a Maurizio Pagliano) e Peretola (poi rinominato Amerigo Vespucci) ed anche alcune vie e piazze a Firenze, Pontassieve e Bibbiena. L'aeroclub di Firenze porta il suo nome. Nel punto dove essi caddero, in via Casoni a Susegana, identificato da Giancarlo Zanardo, è stato eretto un piccolo monumento che ne ricorda la tragica fine, realizzato dall'arch. Renato FornaciariPaciaroni 2012, pp. 41-44. La sezione dell'Associazione Arma Aeronautica di Saronno è intitolata ai due aviatori.

### Annotazioni
1. ↑  Fino al 1917 addestrò personalmente oltre 1.000 piloti destinati al servizio sui bombardieri.
2. ↑  L'equipaggio era formato dai tenenti Gori, Pagliano e dal capitano osservatore Aurelio Barbarisi.
3. ↑  Questo fatto costò gli arresti al più anziano dell'equipaggio, il capitano Barbarisi.
4. ↑  D'Annunzio aveva ideato un volo sulla capitale asburgica per effettuare un lancio di volantini con un messaggio destinato alla popolazione civile, ed aveva richiesto regolare autorizzazione al Comando Supremo, che diede la diede subordinandola all'effettuazione di un volo di prova, senza scalo, della durata di 9 ore.
5. ↑  La distanza da Vienna era aumentata di oltre 200 km, e si doveva ripartire da zero.
6. ↑  Gori ne aveva ottenute altre due, una per le missioni effettuate nel 1916 e un'altra per un'azione notturna sul cielo di Aurisina-Prosecco il 24 giugno del 1917.
7. ↑  Si trattava di un aereo appartenente alla 1ª Squadriglia.
8. ↑  Su esplicita richiesta di D'Annunzio.

### Fonti
1. 1 2 3 4 5  Paciaroni 2011, p. 22.
2. ↑  Fraschetti 1986, p. 38.
3. 1 2 3 4 5 6 7 8  Paciaroni 2011, p. 25.
4. ↑  Ludovico 1980, p. 31.
5. 1 2 3 4 5  Rebora 1973, p. 12.
6. 1 2 3 4 5  Rebora 1973, p. 15.
7. ↑  Rebora 1973, p. 14.
8. ↑  Gentilli, Varriale 1999, p. 81.
9. ↑  Rebora 1973, p. 16.
10. 1 2  Rebora 1973, p. 28.
11. 1 2  Ludovico 1980, p. 93.
12. 1 2 3 4  Ludovico 1980, p. 132.
13. 1 2  Ludovico 1980, p. 135.
14. ↑  Ludovico 1980, p. 134.
15. ↑  Ludovico 1980, p. 149.
16. 1 2 3 4 5  Ludovico 1980, p. 186.